# かがり淳子
かがり 淳子（かがり じゅんこ 5月14日 – ）は、日本の漫画家。主にちゃお（小学館）で活躍。
「ぎゃふん」（1999年ちゃおDX冬号）でちゃお初登場。

## 主な作品
- レッツ ハムスター
- アニマル商店街
- とらたぬ算用塾
- 理科室の山本くん
- 新機種出ましたケータイマン！
- 恐怖！ヒキガエルの呪い
- あっちこっち たまごっちタウン
- あっちこっち たまごっちタウンはいぱー